# Hyperiidea
Hyperiidea (лат.) — подотряд ракообразных из отряда бокоплавов.

## Описание
Максиллипед без пальп. Уросомит 1 свободный, уросомиты 2—3 сросшиеся. Рами уроподов 1—2 без апикальных жестких волосков.
В отличие от других подотрядов Amphipoda, гиперииды являются исключительно морскими и не встречаются в пресных водах. Гиперииды отличаются большими глазами и планктонной средой обитания. Большинство видов гипериид являются паразитами или хищниками сальп и медуз в планктоне, хотя Themisto gaudichaudii и некоторые родственные ему виды являются свободно плавающими хищниками копепод и других мелких планктонных животных.

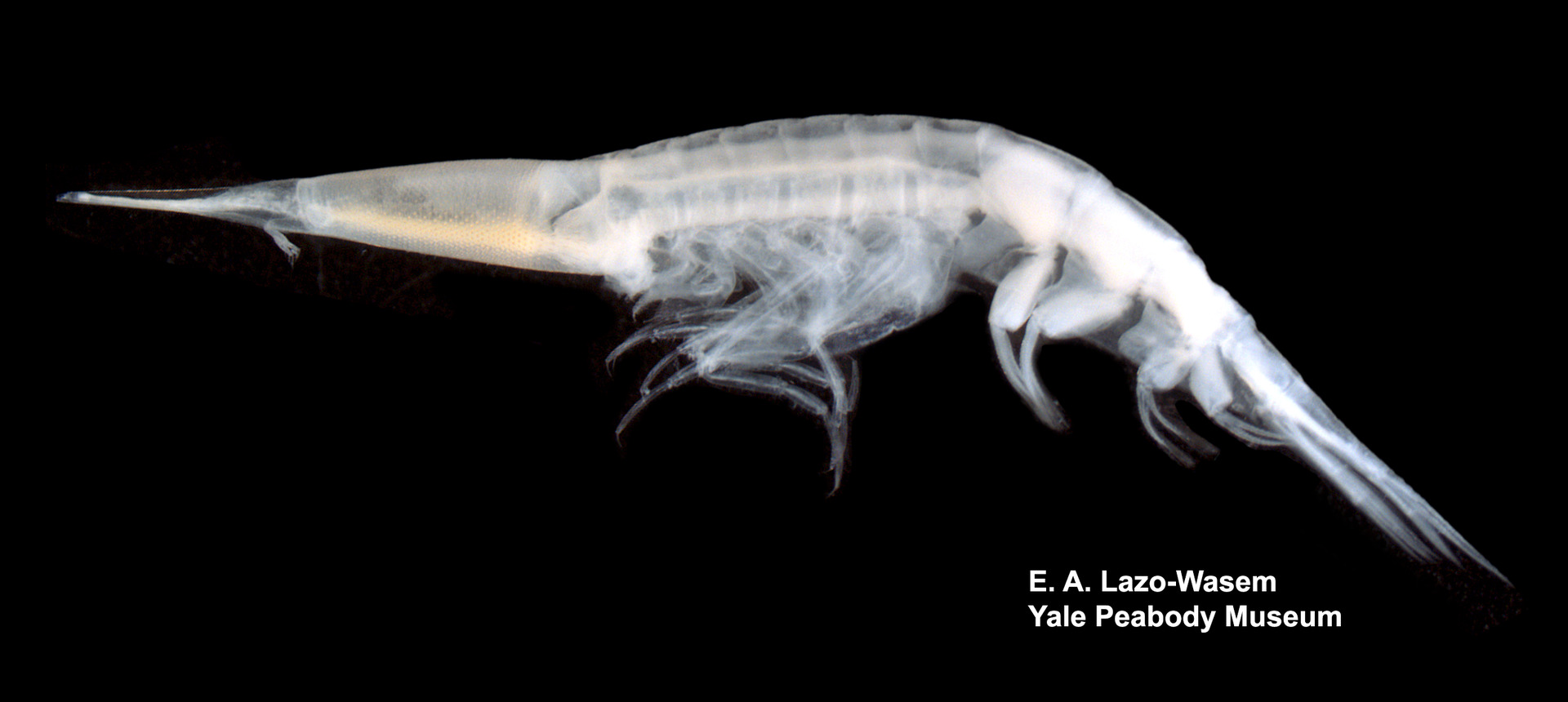
Streetsia challengeri (Oxycephalidae)
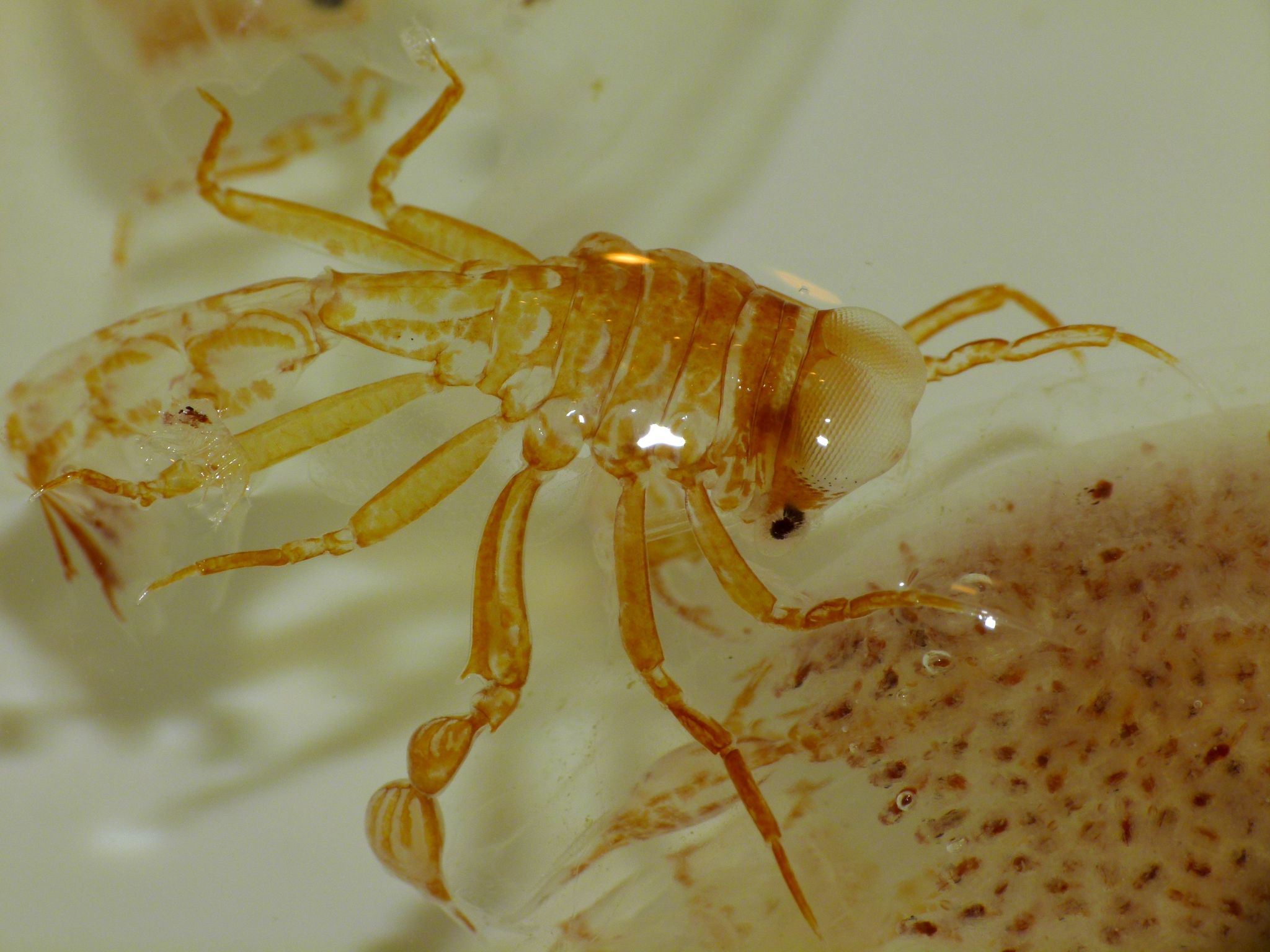
Phronima sedentaria (Phronimidae)
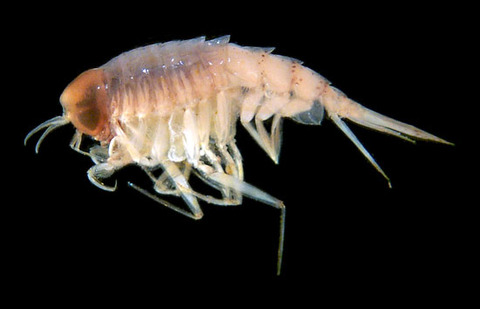
Themisto (Hyperiidae)
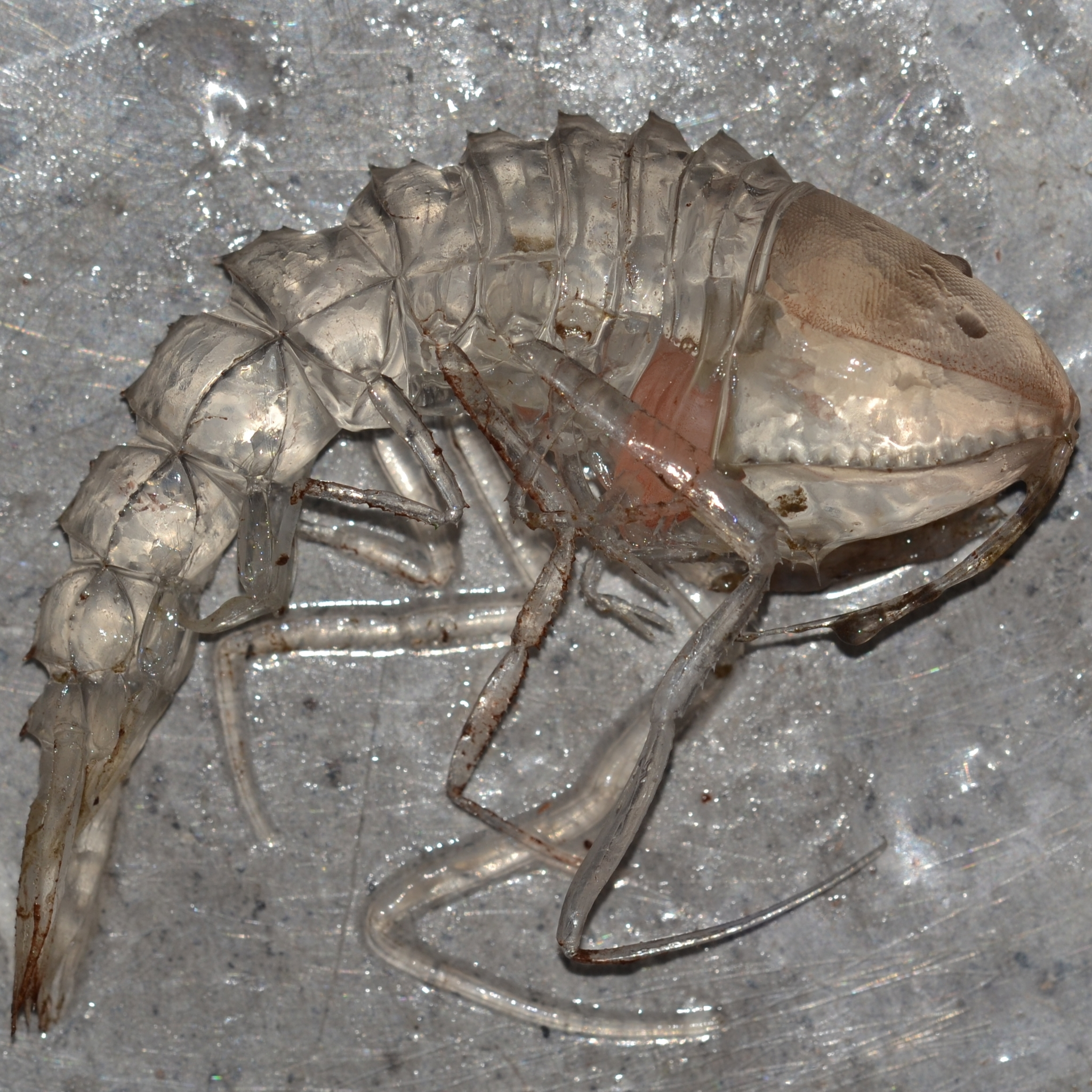
Cystisoma (Cystisomatidae)

## Классификация
Включает около 280 видов, 76 родов и 35 семейств, разделённых на два инфраотряда и 5 надсемейств. Ранее также выделяли надсемейства Archaeoscinoidea, Cystisomatoidea и Lycaeopsoidea.
Инфраотряд Physocephalata Bowman & Gruner, 1973
- Парвотряд Physocephalatidira Bowman & Gruner, 1973
  - Надсемейство Phronimoidea Dana, 1852 (Bowman & Gruner, 1973)
    - Семейство Bougisidae Zeidler, 2004
    - Семейство Cystisomatidae Willemöes-Suhm, 1875
    - Семейство Dairellidae Bovallius, 1887
    - Семейство Hyperiidae Dana, 1852
    - Семейство Iulopididae Zeidler, 2004
    - Семейство Lestrigonidae Zeidler, 2004
    - Семейство Phronimidae Rafinesque, 1815
    - Семейство Phrosinidae Dana, 1852

  - Надсемейство Platysceloidea Spence Bate, 1862
    - Семейство Amphithyridae Zeidler, 2016
    - Семейство Anapronoidae Bowman & Gruner, 1973
    - Семейство Brachyscelidae Stephensen, 1923
    - Семейство Eupronoidae Zeidler, 2016
    - Семейство Lycaeidae Claus, 1879
    - Семейство Lycaeopsidae Chevreux, 1913
    - Семейство Oxycephalidae Dana, 1852
    - Семейство Parascelidae Bovallius, 1887
    - Семейство Platyscelidae Spence Bate, 1862
    - Семейство Pronoidae Dana, 1852
    - Семейство Thamneidae Zeidler, 2016
    - Семейство Tryphanidae Boeck, 1871

  - Надсемейство Vibilioidea Dana, 1852
    - Семейство Cyllopodidae Bovallius, 1887
    - Семейство Paraphronimidae Bovallius, 1887
    - Семейство Vibiliidae Dana, 1852

Инфраотряд Physosomata Pirlot, 1929
- Парвотряд Physosomatidira Pirlot, 1929
  - Надсемейство Lanceoloidea Bovallius, 1887
    - Семейство Chuneolidae Woltereck, 1909
    - Семейство Lanceolidae Bovallius, 1887
    - Семейство Megalanceolidae Zeidler, 2009
    - Семейство Metalanceolidae Zeidler, 2009
    - Семейство Microphasmidae Stephensen & Pirlot, 1931
    - Семейство Mimonecteolidae Zeidler, 2009
    - Семейство Prolanceolidae Zeidler, 2009

  - Надсемейство Scinoidea Stebbing, 1888
    - Семейство Archaeoscinidae K. H. Barnard, 1930
    - Семейство Microscinidae Zeidler, 2012
    - Семейство Mimonectidae Bovallius, 1885
    - Семейство Mimoscinidae Zeidler, 2012
    - Семейство Scinidae Stebbing, 1888